# اكينغتون (كامبريدجشير)
اكينغتون (بالإنجليزية: Oakington)‏ هي قرية تقع في المملكة المتحدة في كامبريدجشير. يقدر عدد سكانها بـ 1,297 نسمة .